# Luis Muñoz Rivera
Luis Muñoz Rivera (Barranquitas, 17 de julio de 1859 – San Juan  Puerto Rico, 15 de noviembre de 1916) fue un poeta, orador, periodista y político nacido en Puerto Rico.

## Biografía
En Barranquitas, realizó sus primeros estudios como periodista y político, trabajó desde muy joven como amanuense de notaría de su padre, notario oriundo de la provincia de Palencia; más tarde como comerciante. En la biblioteca paterna se familiarizó con las grandes obras literarias, y bajo la dirección de un emigrante corso, don Jorge Colombani, estudió francés e historia.
Comenzó a publicar sus primeros versos en la prensa en Ponce y San Juan cuando contaba con 23 años; usó los seudónimos de Gigoló, Incognitus y Democrático. Ganó prestigio como poeta cuando don Manuel Fernández Juncos dio a conocer y eligió su obra en verso inspirada en la vida del descubridor del océano Pacífico, Vasco Núñez de Balboa.
Hizo sus primeras armas en política defendiendo ideas liberales. Fue elegido concejal por Barranquitas por el Partido Liberal Reformista de Puerto Rico y en 1887, cuando sus principios fueron perseguidos por ser supuestamente separatista, participó como presidente de la delegación barranquiteña en la asamblea de la fundación del Partido Autonomista de Puerto Rico en Ponce. En 1890 fundó en esta ciudad el periódico La Democracia, desde cuyas páginas libraría una permanente campaña a favor del autonomismo. Desde su columna "Retama", en versos mordaces y satíricos, criticó la conducta de los incondicionales que tanto daño hacían al país.
En 1893 contrajo matrimonio con doña Amalia Marín, después de lo cual radicó en Madrid, aunque no por ello desvinculado de la labor periodística, pues siguió colaborando con artículo de en el periódico La Democracia.
A su regreso retomó la labor política, ya antes iniciada, de persuadir a sus correligionarios de la necesidad de formalizar un pacto con un partido político peninsular que les ayudara a alcanzar un gobierno autonómico en Puerto Rico. Cuando se logró el acuerdo de pactar con un partido monárquico presidido por Práxedes Mateo Sagasta, la facción dirigida por el doctor José Celso Barbosa se separó del Partido Autonomista Puro u Ortodoxo y el Liberal Fusionista. Gracias a la fusión, la regente María Cristina de Habsburgo-Lorena aprobó el 25 de noviembre de 1897 la Carta Autonómica en virtud de la cual se estableció un gobierno autonómico para Cuba y Puerto Rico. En este gobierno don Luis ocupó el Ministerio de Gracia, Justicia y Gobernación, cargo que desempeñaba cuando se produjo la ocupación de la isla por los Estados Unidos de América. Sirvió luego en el gobierno militar del general John R. Brooke hasta febrero de 1898. En 1899, con otros autonomistas, fundó el Partido Federal de Puerto Rico; poco después inició la publicación del Diario de Puerto Rico, desde el cual denunció los errores del gobierno estadounidense, la ley Foraker y a los republicanos; esto motivó que la prensa y su domicilio fueran atacados por turbas republicanas.
En 1901, radicado en Nueva York, inició la publicación de un periódico bilingüe, The Puerto Rico Herald, desde el cual siguió su lucha por obtener un cambio de régimen de gobierno en Puerto Rico. En 1904, de regreso a San Juan, fundó con otros líderes autonomistas el Partido Unión de Puerto Rico, por el cual fue elegido delegado a la Cámara en 1906 y reelecto dos años después.
En 1911 fue elegido comisionado residente en Washington, en cuyo cargo permanecería hasta 1916. Durante estos años su gran esfuerzo lo dedicó a persuadir a las autoridades norteamericanas de la necesidad de sustituir la ley Foraker, meta que no alcanzaría ver: la ley Jones fue aprobada después de su muerte. Regresó a Puerto Rico con la salud muy quebrada.
Tras una breve estadía en Barranquitas, se trasladó a San Juan, donde falleció. Fue don Luis Muñoz Rivera un autodidacta, que a través del estudio llegó a emplear la lengua con gran pureza, vigor y claridad. Su obra poética está marcada por las preocupaciones cívicas. Las obras poéticas más conocidas de Luis Muñoz Rivera son "Nulla est redemptio", "Paréntesis", "Sísifo", "Vox Populi" y "Quia nominor Leo". Sus artículos periodísticos aparecieron principalmente en La Democracia.
Ha publicado este autor el diálogo alegórico "Las dos musas (1886); Retamas (1891); La disolución (1900);Tropicales (1902) y póstumamente se imprimieron sus obras completas en varios volúmenes (1925, 1959, 1960, 1961, 1963, 1964).